# Joganiya Mata
Joganiya Mata és un temple del Rajasthan al districte de Bhilwara a 80 km de la ciutat de Bhilwara.
Fou construït al segle viii i està situat al mig d'una densa selva de manera que la gent s'espanta de fer la visita. Va començar com a lloc de refugi de dacoits (bandits) i borratxos que van començar a fer sacrificis d'animals, cosa que va esdevenir popular i va esdevenir pràctica habitual dels fidels després de demanar un desig; durant les festes de la Navratra (les nou nits) en les que el poble dansa i prega a la mare de les deesses, nombrosos animals, bens i búfals, eren oferts en sacrifici; llavors el jain Sadhvi Mewar Sihni Yaskanwarji va assolir la responsabilitat d'exterminar la violència cosa que va aconseguir amb grans esforços el 1974; després va fer un nou esforç per desenvolupar la zona i es van crear botigues, i es va portar aigua i electricitat; el festival de Navratra continua sent organitzat i rep gran nombre de visitants però ja no es fan sacrificis.